# ウィーンの行政区

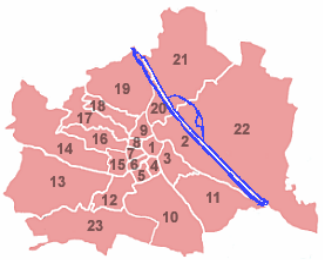
ウィーンの行政区。数字はそれぞれの区の番号（「○区」に入る番号）に対応する

ウィーンの行政区 (Wiener Gemeindebezirke) では、オーストリアの首都であるウィーンの行政区について記述する。
ウィーンは23の行政区 (Gemeindebezirk) より構成されている。それぞれの区は「インネレシュタット」「レオポルトシュタット」など独自の名前が付けられているほか、「1 区・2 区…」(1. Bezirk, 2. Bezirk...) のように番号で呼ばれることもある。この番号にあたる数字は「17., Pezzlgasse」（17区ペッツル通り）のように、通りの名前の標識にも見ることができる。またウィーン市内の郵便番号は2・3桁目がこの数字で構成されており、例えば「1080」は8区、「1200」は20区といったように、一部の例外を除いてこの郵便番号はどの区であるかが容易に判別可能である。
地元方言では、区を表す「Bezirk」の語の代わりに「Hieb」（やすりの目の意）が使われることもある。

## 歴史

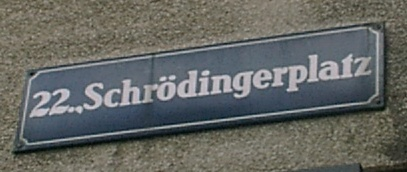
通りの名称標識の例（22 区シュレーディンガー広場）

本来のウィーン市は、かつての城壁（現在のリングシュトラーセ）によって囲まれた、今日の1区インネレシュタットの大部分に相当する地域のみであった。15世紀から城壁前の地域への集中的な移住が起こったが、1529年に第一次ウィーン包囲が始まった際には、オスマン帝国軍側に防御のための場所を与えないよう、中世からの周辺町 (Vorstadt) がことごとく焼き払われた。後になって成立した近代の周辺町はその時々の領主によって治められていたが、1683年には第二次ウィーン包囲によって再び巻き添えになった。1707年、市内の防衛のため現在のギュルテルの地域に新たな市壁・リニエンヴァルが完成した。
1848年、土地の統治権が領主から住民に渡る。1850年、それまでのウィーン市域と34の周辺町が合併し、城壁は1858年から取り壊しが始まった。かつての周辺町は2区から8区までに分割され、後にさらなる分割によって、10の新たな区が生まれた。まず1861年に5区が4区から分離、これによりそれまでの5区から8区までがそれぞれ6区から9区に改番となった。続いて1874年、5区のうちギュルテルの外側の部分が10区として統合された。
リニエンヴァルの外側は郊外村 (Vorort) であった。リニエンヴァルは関税境界であり、市内および周辺町へ物品を輸入する際には消費税が課せられていたため、郊外村での暮らしは格段に安く上がっていた。しかしすでに自治を尊び、自負心のある地域社会になっていた一部の郊外村では、この状態に甘んじることを良しとせず、ウィーン市域と合併のための交渉を目指した。
1888年、皇帝フランツ・ヨーゼフ1世がヴェーリング（現在の18区）にテュルケンシャンツパーク（テュルケンシャンツ公園）を開き、郊外村との物理的な境界が間もなく取り除かれるのではないかという期待が人々の間で高まった。そして1890年12月19日に決議がなされ、1892年1月1日をもって郊外村が11区から19区として合併した。1900年に20区が2区より分離、1904年にはドナウ川東岸地域に広がるフローリツドルフが21区として加わった。

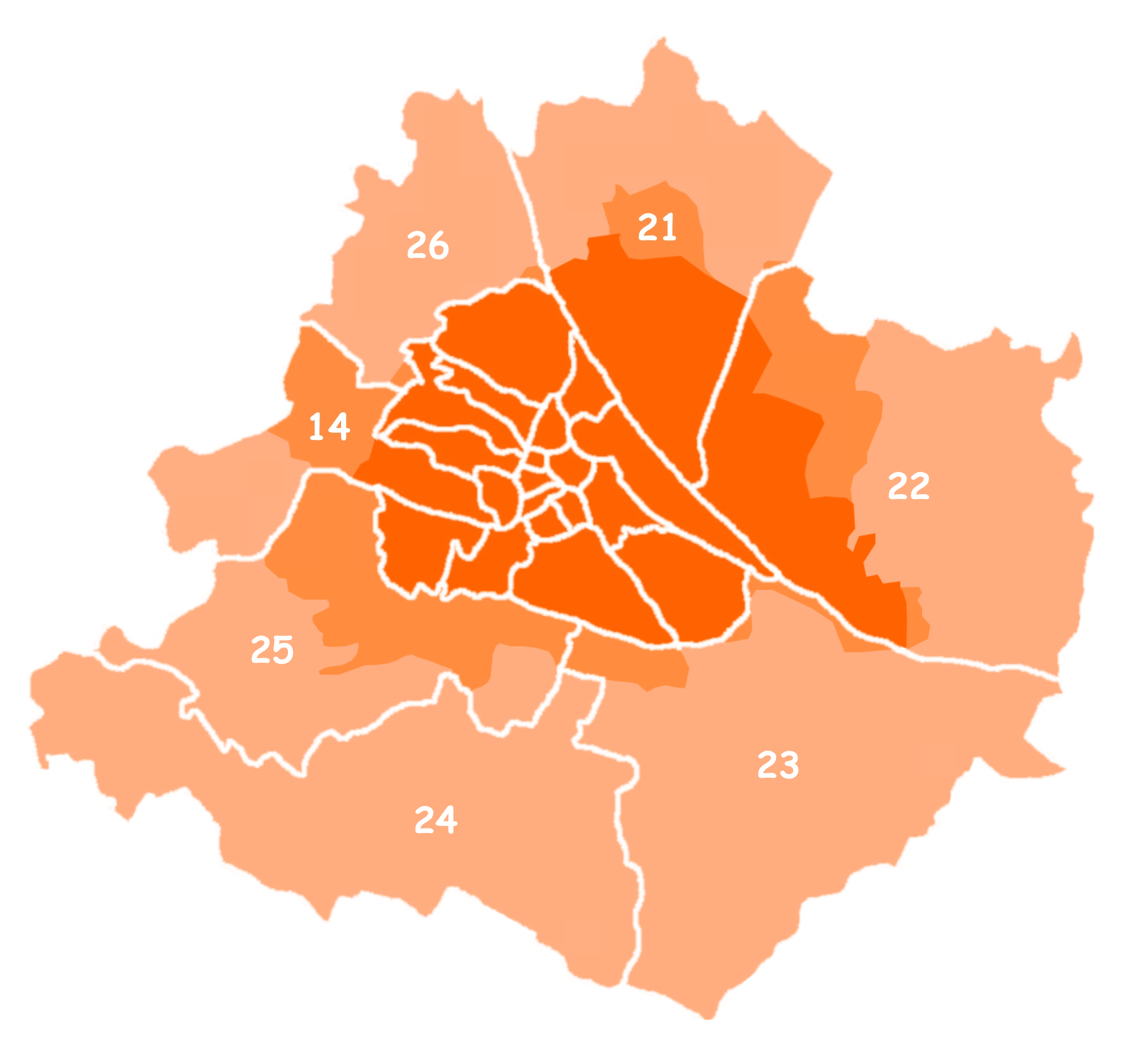
濃いオレンジ色がアンシュルス前のウィーン市域、薄いオレンジ色が大ウィーン、中間色が現在のウィーン市域

1938年のナチス・ドイツによるオーストリア併合（アンシュルス）後、当時のウィーン市長ヘルマン・ノイバッハーにより、ニーダーエスターライヒ州に属する97の区域が1938年10月1日をもってウィーンに編入された。これによって、ウィーンは第二次世界大戦が終わる1945年まで「面積が最大のドイツの都市」という地位にあり、さらに1954年に現在の市域が確定するまで「大ウィーン」(Groß-Wien) と呼ばれた。この期間はウィーン市に26の行政区が存在していた。
- 14区：ペンツィング（それまでの14区ルドルフスハイムは15区フュンフハウスに統合された）
- 22区：グロース＝エンツァースドルフ
- 23区：シュヴェヒャート
- 24区：メートリング
- 25区：リージング
- 26区：クロースターノイブルク

ブライテンフルト、ラープ・イム・ヴァルデ、ペルヒトールツドルフ、フェーゼンドルフとヘナースドルフの各地域はメートリングの区域に留まるのではなく、リージングに加入した。これらの新しい区は「郊外区 (Landbezirke)」とされ、周辺地域 (Randgemeinde) と呼ばれた。
第二次世界大戦終結後の1946年、ウィーン市、ニーダーエスターライヒ州および国の議会において、ウィーン市に併合された大部分を再び分離する決議がなされた。しかし占領軍司令部内のソビエト連邦当局による抵抗に遭い、境界線の変更に関する法律を公布できなかった。このため、該当する区の住民はニーダーエスターライヒ州の議会において代議員を選ぶことになったが、こうして選出された代議員には議会での投票権がなかった。該当区はウィーン市当局の執政下にあったものの、ウィーン市議会には代議員を持てなかったことになる。
ようやく1954年になって、ソ連当局も周辺地域の再分離に同意したため、1946年に決議された法律が発効することになった。しかし、この時はすでに多くの市民がウィーンに属する状態に慣れ切っていた。ウィーン市自体も、市域に留まるよう周辺地域に宣伝をしており、メートリングやクロースターノイブルクでは非公式に住民投票まで行なわれた。それでもこれらは議会の決議には大きな影響を与えなかった。22区（現在のドナウシュタット）と25区（現在の23区）の一部、および中心部に近いいくつかの地域がウィーン市に残ったが、46の地域はニーダーエスターライヒ州に再編入となった。これによりウィーン市はそれまでの面積の3分の2の広さとなった。
今日でも、電力やガスの供給網などに大ウィーン時代の名残が見られる。例えば、当該地域ではニーダーエスターライヒ州のエネルギー会社であるEVNではなく、ウィーン・エネルギーによって電力・ガスが供給されている。現在はニーダーエスターライヒ州の一部であるクレーダーリング (Kledering), マウアーバッハ (Mauerbach), ペルヒトールツドルフ、シュヴェヒャート、フェーゼンドルフなどの地域は、市外局番がウィーン市内と同じ「01」である。

## 区とその構成地域
歴史的な経緯から、旧市街・元周辺町である1区から9区、および20区は「市内区 (Innenbezirke)」、郊外村を前身とするその他の区は「市外区 (Außenbezirke)」と呼ばれる。
1区のインネレシュタットは居住人口が23区の中で最も少ないが、労働人口は100,745人で最も多い。この理由はまず、観光地で高級な店舗が立ち並ぶ通りが多いこと、そして多くの企業にとって重要な立地条件である、市の中心部でありアクセスが容易なことである。
22区のドナウシュタットは10,234ヘクタールの広さで最も面積が大きく、居住人口では136,444人で2番目の区である。この広さのため、ドナウシュタットは23区中でも人口密度が低い区のひとつである。市域西側にある13区のヒーツィングが最も人口密度が低く、1km²あたり1,315人となっている。
一番面積が小さい区は8区のヨーゼフシュタットである。1.08km²の広さしかないにもかかわらず22,057人の居住人口を抱えており、人口密度の高さで23区中2番目の位置にある。人口密度第1位は5区のマルガレーテンで、2km²少々の広さに49,111人が居住し、1km²あたり24,191人という計算になる。
現在のウィーン市域は、かつての周辺町や郊外村が数多くの合併を重ねて構成されるに至ったものであるため、かつての地名が地図上になおも残っている。今日においても、市域のうちある部分が、その周辺と比べて建物の様式や人々の気質などではっきり区分できるような近隣住区が存在する。このような場所をグレッツル (Grätzl) といい、特にカイザーエバースドルフ、マウアー、ヒュッテルドルフ、グリンツィングなど伝統的な村の中心があった市外区において多く見られる。

## 区一覧
| - |

| - |

| 288 |

| 17,056 |

| 5,922 |

| 100,745 |

| イェーガーツァイレ         |
| レオポルトシュタット       |
| ツヴィッシェンブリュッケン |

| 1850年                                  |
| ※ブリギッテナウを含む。1900年までは20区 |

| 1,927 |

| 90,914 |

| 4,718 |

| 47,316 |

| ラントシュトラーセ |
| エルトベルク       |
| ヴァイスゲアバー   |

| 1850年 |

| 742 |

| 81,281 |

| 10,954 |

| 67,812 |

| フンゲルブルン           |
| シャウムブルガーグルント |
| ヴィーデン               |

| 1850年                                              |
| ※1861年までマルガレーテンと南ファヴォリーテンを含む |

| 180 |

| 28,354 |

| 15,752 |

| 24,971 |

| フントシュトゥルム     |
| ラウレンツァーグルント |
| マルガレーテン         |
| マッツラインスドルフ   |
| ニコルスドルフ         |
| ラインプレヒツドルフ   |

| 1850年（ヴィーデンの一部として）    |
| 1861年（独立）                      |
| ※1891年まで南ファヴォリーテンを含む |

| 203 |

| 49,111 |

| 24,192 |

| 14,964 |

| グンペンドルフ         |
| ライムグルーベ         |
| マグダーレネングルント |
| マリアヒルフ           |
| ヴィントミューレ       |

| 1850年 |

| 148 |

| 27,867 |

| 18,829 |

| 21,906 |

| アルトレルヒェンフェルト                                                                          |
| ノイバウ                                                                                          |
| ザンクト・ウルリヒ                                                                                |
| ショッテンフェルト                                                                                |
| シュピッテルベルク                                                                                |
| ※かつてのマリアヒルフ、ライムグルーベ、アルトレルヒェンフェルトのそれぞれ一部もノイバウに含まれる |

| 1850年 |

| 161 |

| 28,292 |

| 17,573 |

| 25,743 |

| アルザーグルント（アルザーフォアシュタット） |
| アルトレルヒェンフェルト                     |
| ブライテンフェルト                           |
| ヨーゼフシュタット                           |
| シュトロッツィグルント                       |

| 1850年 |

| 108 |

| 22,057 |

| 20,423 |

| 14,135 |

| アルザーグルント（アルザーフォアシュタット） |
| アルタングルント                             |
| ヒンメルプフォルトグルント                   |
| リヒテンタル                                 |
| ミヒェルボイアーン                           |
| ロースアウ                                   |
| トゥリーグルント                             |

| 1850年 |

| 299 |

| 37,108 |

| 12,411 |

| 54,948 |

| ファヴォリーテン               |
| インツァースドルフ＝シュタット |
| オーバーラー                   |
| ロートノイジードル             |
| ウンターラー                   |

| 1874年 - 1938年                                                                             |
| ※ロートノイジードル、オーバーラー、ウンターラーは1954年まで当時の23区シュヴェヒャートに所属 |

| 3,180 |

| 147,636 |

| 4,643 |

| 56,849 |

| アルバーン             |
| カイザーエバースドルフ |
| ジマリング             |

| 1892年 - 1938年 |

| 2,323 |

| 76,899 |

| 3,310 |

| 30,798 |

| アルトマンスドルフ   |
| ガウデンツドルフ     |
| ヘッツェンドルフ     |
| オーバーマイドリング |
| ウンターマイドリング |

| 1892年 |

| 821 |

| 78,268 |

| 9,533 |

| 30,157 |

| ヒーツィング                 |
| ハッキング                   |
| ラインツ                     |
| オーバー・ザンクト・ファイト |
| ウンター・ザンクト・ファイト |
| シュパイジング               |

| 1892年                                         |
| 1938年（ラインツァー・ティーアガルテンを併合） |
| ※1954年までは当時の25区リージングに所属        |

| 3,770 |

| 49,574 |

| 1,315 |

| 23,743 |

| バウムガルテン                   |
| ブライテンゼー                   |
| ハダースドルフ＝ヴァイドリンガウ |
| ヒュッテルドルフ                 |
| ペンツィング                     |

| 1892年（13区の一部として）                               |
| 1938年（独立区。ハダースドルフ＝ヴァイドリンガウを併合） |

| 3,396 |

| 78,169 |

| 2,302 |

| 25,960 |

| ルドルフスハイム |
| フュンフハウス   |
| ゼクスハウス     |

| 1892年                      |
| ※1938年まで14区と15区に分離 |

| 392 |

| 64,895 |

| 16,555 |

| 28,219 |

| ノイレルヒェンフェルト |
| オッタクリング         |

| 1892年 |

| 867 |

| 86,129 |

| 9,934 |

| 25,757 |

| ヘルナルス       |
| ドルンバッハ     |
| ノイヴァルデック |

| 1892年 |

| 1,135 |

| 47,610 |

| 4,195 |

| 14,477 |

| ゲルストホーフ       |
| ペッツラインスドルフ |
| ヴェーリング         |
| ヴァインハウス       |

| 1892年 |

| 628 |

| 44,992 |

| 7,164 |

| 13,972 |

| グリンツィング                   |
| ハイリゲンシュタット             |
| ヨーゼフスドルフ                 |
| カーレンベルガードルフ           |
| ノイシュティフト・アム・ヴァルデ |
| ヌスドルフ                       |
| オーバーデープリング             |
| ザルマンスドルフ                 |
| ジーフェリング                   |
| ウンターデープリング             |

| 1892年 |

| 2,490 |

| 66,487 |

| 2,669 |

| 26,665 |

| ブリギッテナウ             |
| ツヴィッシェンブリュッケン |

| 1850年（2区の一部として） |
| 1900年（分離）            |

| 568 |

| 76,268 |

| 13,427 |

| 21,729 |

| ドナウフェルト             |
| フローリッツドルフ         |
| グロースイェドラースドルフ |
| イェドレゼー               |
| レオポルダウ               |
| ノイイェドラースドルフ     |
| シュタマースドルフ         |
| シュトレーバースドルフ     |

| 1904年 - 1938年 |

| 4,446 |

| 128,228 |

| 2,884 |

| 48,062 |

| アスペルン           |
| ブライテンレー       |
| エスリング           |
| ヒルシュシュテッテン |
| カグラン             |
| カイザーミューレン   |
| ローバウ             |
| シュタトラウ         |
| ジューセンブルン     |

| 1904年 - 1938年 |

| 10,234 |

| 136,444 |

| 1,333 |

| 44,420 |

| アッツガースドルフ |
| エアラー           |
| インツァースドルフ |
| カルクスブルク     |
| リージング         |
| マウアー           |
| ローダウン         |
| ジーベンヒルテン   |

| 1938年（25区として。今よりも広い区域） |
| 1954年（現行の区域）                   |

| 3,200 |

| 84,718 |

| 2,647 |

| 55,759 |

| 41,490 |

| 1,550,123 |

| 3,736 |

| 821,458 |

## 政治
区の代表者である区長 (Bezirksvorsteher) は、選挙において最も票を集めた政党より選出される。区長の下に副区長 (Bezirksvorsteher-Stellvertreter) が2人定められており、第1副区長は選挙での第1党より、第2副区長は第2党より選ばれる。2005年の選挙においては、緑の党が7区と8区で、オーストリア国民党は1区と4区、さらに13区、18区、19区で区長を出した。その他の区ではオーストリア社会民主党から区長が選ばれた。
1995年にオーストリアが欧州連合 (EU) に加盟して以降、非オーストリア人のEU市民であっても、ウィーン市内に定まった住所があれば区長選挙への投票権がある。2002年には、5年以上ウィーンに居住している非EU市民にも投票権が認められたが、この規定は2004年にオーストリア自由党と国民党の抗告により、憲法裁判所の判断で撤回された。